# Малая Анновка (Кропивницкий район)
Малая Анновка (укр. Мала Ганнівка) — село в Устиновской поселковой общине Кропивницкого района Кировоградской области Украины.
До 2020 года входило в Устиновский район
Население по переписи 2001 года составляло 72 человека. Почтовый индекс — 28620. Телефонный код — 5239. Код КОАТУУ — 3525880302.